# Shirlie Holliman
Shirlie Kemp (Bushey, 18 april 1962) is een Engelse zangeres die in de jaren 80 bekend werd met Wham! en als onderdeel van het duo Pepsi & Shirlie.

## Vroege jaren
Kemp werd geboren als Shirley Holliman en was het vierde kind van vijf van Arthur en Margaret Holliman. Ze is opgegroeid in een sociale woning in Bushey, nabij Watford, Hertfordshire. Holliman was van plan om een opleiding tot paardrij-instructeur te volgen, maar nadat ze op 18-jarige leeftijd hooikoorts kreeg en niets anders te doen had, stelde haar toenmalige vriend Andrew Ridgeley voor dat ze zou komen dansen terwijl hij en de band van zijn vriend George Michael een lokaal optreden gaven.